# 走扁带

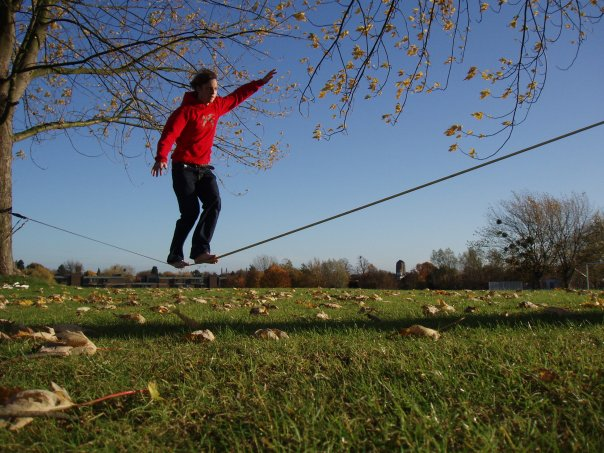
走繩

走繩也称走软绳、走扁帶，是一种能够锻炼身体平衡能力的运动。为攀岩者从走钢丝运动的基础上开创而来。扁带一般使用26毫米宽、3毫米厚，有不同材質如尼龍、聚酯纖維等，因在行走过程中极不稳定，非常具有挑战性。